# محمد بن عبد الكريم
محمد بن عبد الكريم المعروف أيضا بإسم محمد العربي ابن عبد الكريم الزموري هو كاتب ومحقق ومترجم جزائري، ولد عام 1924، بمدينة برج بوعريرج، وتوفي في مدينة سطيف عام 2012 .

## حياته

### نشأته
ولد محمد بن عبد الكريم في 25 أبريل 1924م ببرج بوعريريج، وتوفيت أمه وهو رضيع، ثم توفي والده وهو لم يتجاوز السادسة من العمر. فتربى يتيماً في أحضان بلدة أجداده بمنطقة «برج زمورة»؛ 

### تعليمه
حيث بدأ دراسته الأولى في مسجد ابن فرج أين حفظ ربع القرآن على يد الشيخ العربي كشاط وابنه الشيخ محمد كشاط، وليتتلمذ بعد ذلك على يد العلامة عمر بن أبي حفص الزموري، حيث درس على يده بعض المتون في النحو والفقه والفلك والقراءات، كما تلقى علوم الفلك على يد الشيخ عبد المالك الأخضري. ودرس بمسجد «بوحيدوس» على يد الشيخ «علي بوبكر» فنهل من العلوم كالعقيدة والنحو وعلم الفلك، ونظراً للواقع المعيشي بالمنطقة أضطر للعمل. وبعد سنوات من العمل حن إلى الدراسة؛ حيث سافر في حدود سنة 1952م إلى تونس لإكمال دراسته بمعهد «منزلة ميم» وهو أحد فروع جامع الزيتونة، ومكث هناك حوالي سنة، ودرس على يد العديد من الشيوخ على غرار كل من الشيخ محمد العابد، والشيخ قريسة، والشيخ الفاضل بن عاشور. وعاد بعدها إلى وطنه الجزائر، حيث تنقل في أماكن عديدة ودرس علوما شتى، ومنها إلى بلدية زمورة مواصلاً رحلته الدراسية، فدرس بها ابن عاشر في الفقه والقطر في النحو، ثم توجه إلى مدرسة «التوفيق» في «مدام لافريك»، حيث درس بها مدة عامين. 

### هجرته
وفي سنة 1956م توجه إلى فرنسا وبالتحديد إلى مدينة ليون، لكن بعد 3 سنوات اعتقلته السلطات الفرنسية، إذ اقتحمت الشرطة الفرنسية غرفته في إحدى الفنادق بباريس، وأحرقت أحد أعماله الشعرية والفكرية؛ ديوان بعنوان: «دمعة الجزائر» ومؤلف بعنوان: «الالهامات الربانية إلى معنى الأجرومية»، وزجت به في السجن مدة أربعة أشهر ونقل إلى مستشفى السجن وقضى به ثمانية عشر شهراً بعدما اشتد به المرض فكتب رسالة إلى وزير الداخلية الفرنسي آنذاك الذي أطلق سراحه.

### عمله
عاد سنة 1963م إلى الجزائر بعد إستقلالها، حيث انخرط في سلك التعليم الذي قضى به مدة طويلة، ليتوجه في سنة 1968م إلى كل من تركيا وليبيا من أجل تحضير دبلوم في علم الوثائق وفن المكتبات، حيث ألف كتابه «مخطوطات جزائرية بمكتبات إسطنبول». تحصل على شهادة الدراسات العليا في التاريخ التي كان موضوع رسالتها تحقيق مخطوط «التحفة المرضية في الدولة البكداشية» تحت إشراف مولاي بلحميسي، كما نال شهادة الدكتوراه في الأدب العربي والتي تمحورت حول «المقري وكتابه نفح الطيب» تحت إشراف إحسان النص.
وفي مارس 1978م توجه إلى ليبيا للمحاسبة في كتابيه «بدائع السلك» و «الغنية»، وهناك عرض عليه منصب داعية بفرنسا، من قبل جمعية الدعوة الإسلامية الليبية، فاستجاب للعرض وانتقل إلى باريس ليستمر نشاطه الدعوي إحدى وثلاثين سنة زار خلالها العديد من الدول الأوربية والإفريقية، وليعود إلى الجزائر أواخر التسعينيات.

## وفاته
توفي يوم الجمعة الموافق لـ9 نوفمبر 2012، عن عمر يناهز 88 سنة بمنزله المتواجد بحي المعبودة بمدينة سطيف إثر معاناته الطويلة مع مرض الربو، الذي أقعده الفراش لعدة سنوات.

## مؤلفاته
أَلف العديد من الكتب، من بينها:
- مأساة كتاب في تاريخ الكتاب.
- الثقافة ومآسي رجالها.
- الحكم الشرعي لرؤية الهلال بالأبصار وإبطال نظريات الحساب الفلكي في الصوم والإفطار.
- المقري وكتابه نفح الطيب.
- حياة حمدان بن عثمان خوجة ومذكراته.
- مدينة وهران.
- عبد الرحمن الثعالبي وضريحه.
- مخطوطات جزائرية في مكتبات إسطنبول.
- الدين الإسلامي عقيدة وشريعة.
- التصوف في ميزان الإسلام.
- عباد الرحمن في سورة الفرقان.
- الدعوة الإسلامية والاستعمار والتبشير والصهيونية.
- الربا في ميزان الإسلام.
- الطهارة في ميزان الإسلام.
- الصلاة في ميزان الإسلام.
- الشورى في ميزان الإسلام.
- الجهاد في ميزان الإسلام.
- الإسلام ثقافة واجتهاد وليس بتقليد أعمى.
- تصويب أخطاء المجلس الإسلامي الأوروبي.
- الهجرة من الأقطار الإسلامية إلى الأقطار الإفرنجية في ميزان الإسلام.
- قبس من مولد محمد بن عبد الله وعيسى بن مريم عليهما الصلاة والسلام.
- الحكم الشرعي لزواج المسلم بغير المسلمة وزواج المسلمة بغير المسلم.
- لغة كل أمة روح ثقافتها.
- مقدمة في علوم القرآن وعلوم التفسير.
- من توجيهات القرآن العظيم (تفسير كامل للقرآن الكريم في 7 مجلدات).
- استخراج العبر والأحكام من حياة محمد عليه الصلاة والسلام.
- الزكاة في ميزان الإسلام.
- الإسراء والمعراج.
- تبديل الجنسية ردة وخيانة.
- دور المسجد في الإسلام.
- مساجد الضرار من جديد.
- فضائح تكشفها فخاخ الديمقراطية في الجزائر.
- مذكرة القضاء.
- كشف الستار (ديوان شعر).
- الديمقراطية والعلمانية في ميزان الإسلام.
- الإرهاب والأصولية بين الأصالة والابتداع.
- واقع الإسلام والمسلمين بين الردة السياسية والرعاية الشرعية في معيار الإسلام.

## الترجمات والتحقيقات
ترجم وحقق محمد بن عبد الكريم العديد من الكتب، وهي:

### الترجمة
- ترجمة مذكرات حمدان بن عثمان خوجة الجزائري من الفرنسية إلى العربية.
- ترجمة كتاب المرآة لحمدان بن عثمان خوجة من الفرنسية إلى العربية.
- ترجمة محاضرة «القرآن والعلوم الحديثة» للدكتور موريس بوكاي.

### التحقيقات
- التحفة المرضية في الدولة البكداشية، لمحمد بن ميمون الجزائري.
- بدائع السلك في طبائع الملك، لمحمد بن الأزرق الأندلسي (مجلدان).
- وشاح الكتائب، لقدور بن رويلة.
- إتحاف المنصفين والأدباء، لحمدان بن عثمان خوجة.
- السعي المحمود في نظام الجنود، لمحمد بن العنابي.
- رحلة الباي محمد الكبير، لأحمد بن هطال الجزائري.
- الغُنية، للقاضي عياض المغربي.
- مقدمة في صناعة الشعر والنثر، لمحمد بن الخوجة الجزائري.
- الاكتراث في حقوق الإناث، لمحمد بن الخوجة الجزائري.
- بهجة الناظر، لعبد القادر المشرفي الجزائري.
- ثلاث رسائل جزائرية في حكم الهجرة، لأحمد الونشريسي والأمير عبد القادر ومحمد بن الشاهد.
- رسالة الإمام مالك بن أنس إلى الخليفة هارون الرشيد.
- كتاب «كواكب العرفانية وشوارق الأنسية في شرح ألفاظ القدسية» للشيخ الحسين الورتلاني.
- حكمة العارف بوجه ينفع لمسألة «ليس في الإمكان أبدع»، لحمدان بن عثمان خوجة الجزائري.